# Magazin
Magazin je hrvaška glasbena skupina iz Splita.

## Člani

### Trenutni
- Željko Baričić – kitara (1979–danes)
- Nenad Vesanović Keko – bas kitara (1979–danes)
- Lorena Bućan – vokal (2024–danes)

### Nekdanji
V oklepaju je zapisano trajanje članstva v skupini.
- Igor Biočić – bas kitara (1979)
- Zoran Marinković – bobni (1979–1984)
- Miro Crnko – klaviatura (1979–1992)
- Majda Šoletić (1979–1982)
- Tonči Huljić – klaviatura (1979–2006)
- Marija Kuzmić – vokal (1982–1983)
- Ljiljana Nikolovska – vokal (1983–1990)
- Ante Miletić – bobni (1984–2013)
- Danijela Martinović – vokal (1991–1996)
- Jelena Rozga – vokal (1996–2006)
- Ivan Huljić – klaviatura (2006–2014)
- Ivana Kovač – vokal (2006–2010)
- Andrea Šušnjara – vokal (2010–2024)